# カールスルーエ (フリゲート・2代)
カールスルーエ（ドイツ語: Karlsruhe, F 212）は、ドイツ海軍のフリゲートである。ブレーメン級（122型）フリゲートの6番艦。ドイツ連邦共和国バーデン＝ヴュルテンベルク州の州都カールスルーエの名を持つ、ドイツ海軍で5番目の軍艦である。

## 艦歴
「カールスルーエ」は、ホヴァルツヴェルケ＝ドイツ造船・ブレーメン工場にて建造番号161号として建造され、1981年3月10日に起工、1982年1月8日に進水、1984年4月19日に竣工し、ヴィルヘルムスハーフェンを母港とする第4フリゲート戦隊へ配備された。
冷戦の集結により、本来の任務である国土防衛および集団的防衛における水上戦闘指揮に加え、船団護衛や対潜水艦任務も艦の当座の任務であるとされた。1990年以降、危機予防と危機防衛がより全面に出てきた。その中で、「カールスルーエ」は海外での多くの任務に参加している。
1993年8月から12月にかけて、シャープ・ガード作戦の一環でアドリア海における禁輸作戦に従事した。その間に、「カールスルーエ」にはゴールキーパー CIWSと対空レーダーが設置された。
1994年2月から4月にかけて、ドイツ・ソマリア支援部隊の帰還任務となるOperation Southern Crossに従事した。
1995年から、新しい近接防空ミサイル・システムであるMk.31 RAMシステムが運用可能になった。1995年12月から1996年4月にかけて、再びシャープ・ガード作戦に従事した。
1998年からは新しい戦術情報処理装置と、3次元レーダーであるTRS-3D/32、また予備の対水上・対空レーダーとしてDA-08が設置された。
2001年10月から2002年2月にかけて、対テロ戦争の一環であるアクティブ・エンデバー作戦のため、地中海東部に遠征した。
2002年6月から10月にかけては、不朽の自由作戦のためジブチに派遣された。2005年3月から9月にかけても、不朽の自由作戦に参加した。
2006年9月から2007年3月にかけて、国際連合レバノン暫定駐留軍（UNIFIL II）のためレバノンに派遣された。
2008年2月には、北大西洋条約機構（NATO）の第2常設NATO海洋グループ（SNMG2）に参加するため、地中海と近東に派遣された。
2008年12月から2009年2月にかけては、アデン湾においてヨーロッパ連合がソマリア沖の海賊に対処するため実施したアタランタ作戦に参加した。
2009年6月には、軍事演習BALTOPSに参加し、同年11月時点においてソマリア沖の海賊対策であるアタランタ作戦欧州連合海上部隊に参加しアデン湾に展開していた。
2011年12月18日にアタランタ作戦に参加し、2013年4月3日、アタランタ作戦参加中にジブチ港にて後任の「F213 アウクスブルク」と交代する。
2017年6月16日に退役した。

## ギャラリー

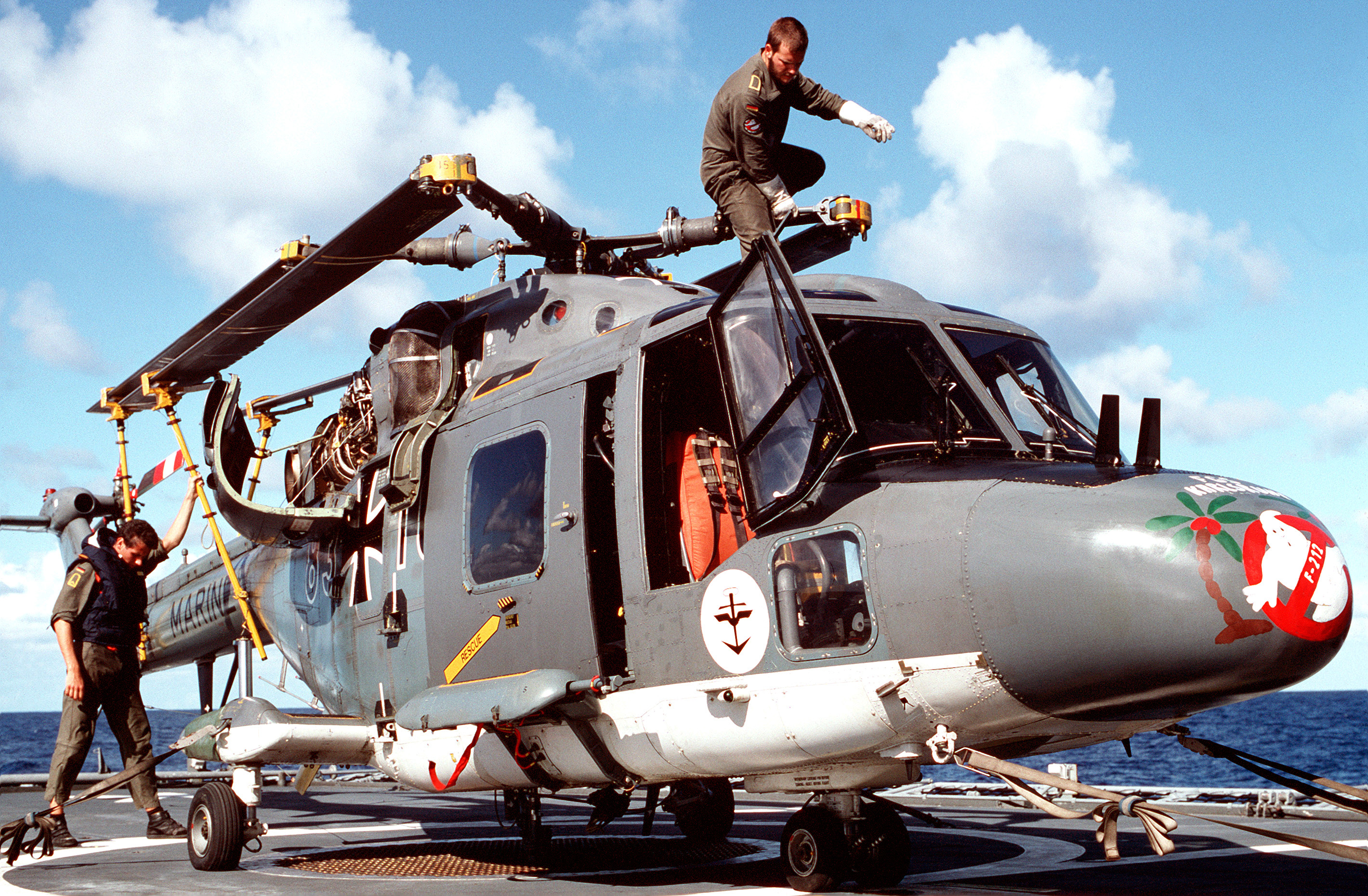
1990年2月4日、「カールスルーエ」艦上に駐機するリンクスMk.88。
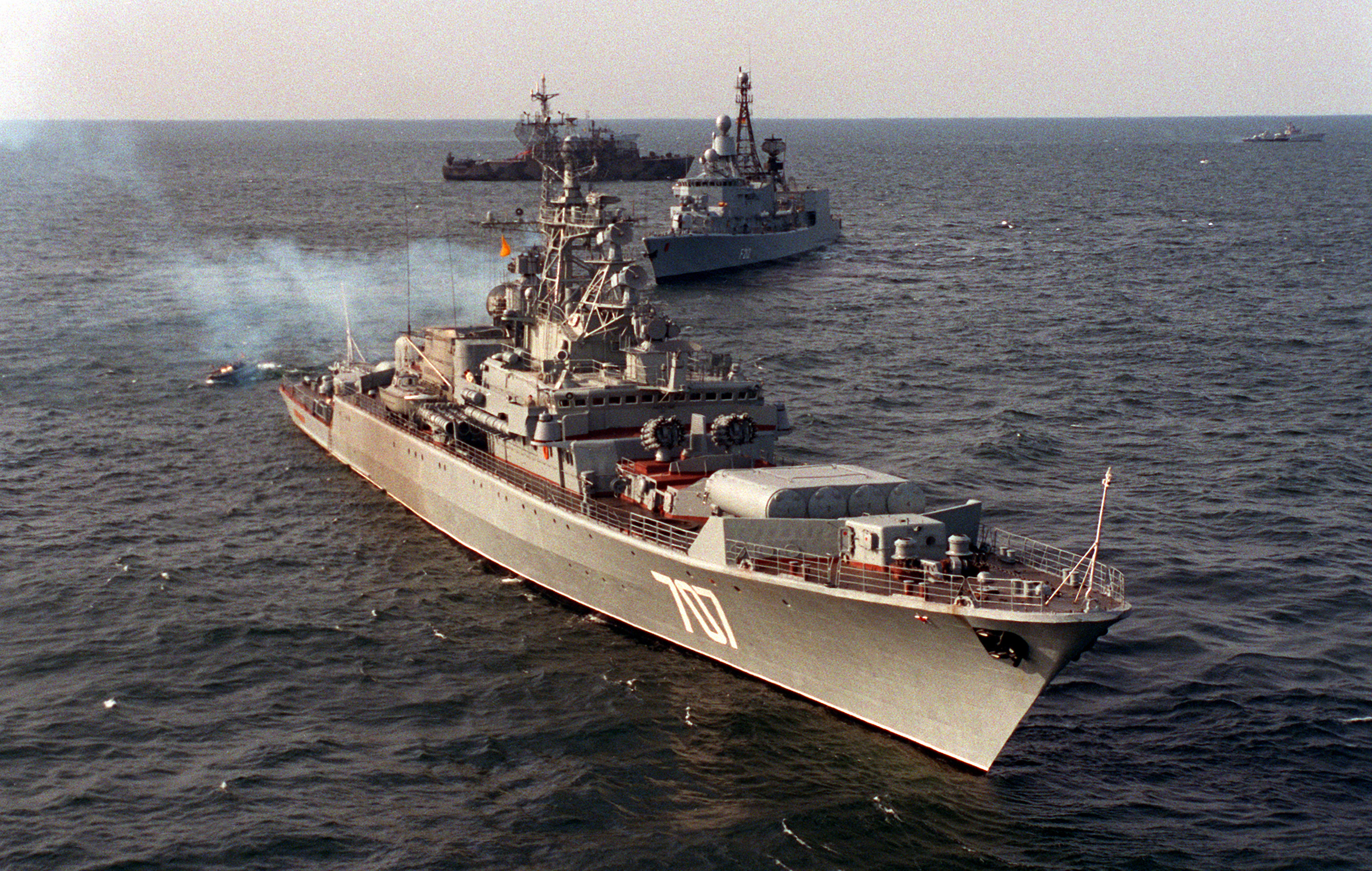
1993年6月1日、BALTOPS 93における撮影。手前より、ロシア海軍の警備艦「ブジーテリヌイ」、「カールスルーエ」、スウェーデン海軍の機雷敷設艦「エルフスボリ」。
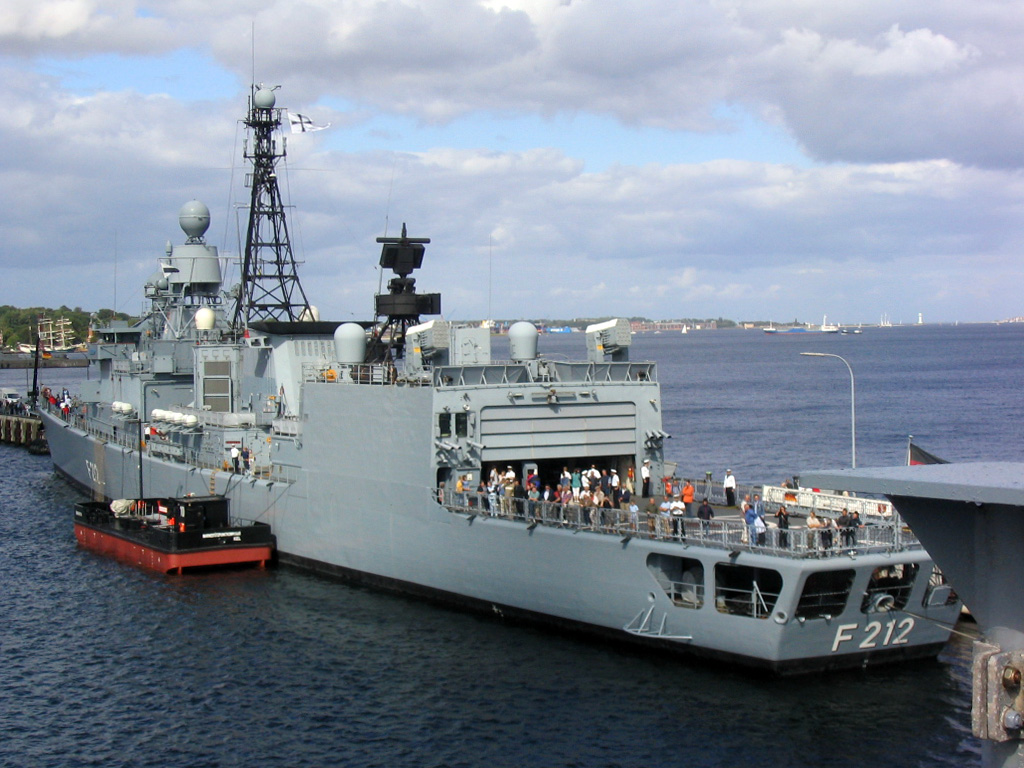
2003年8月23日、キーラー・ハーフェンにおける「カールスルーエ」。
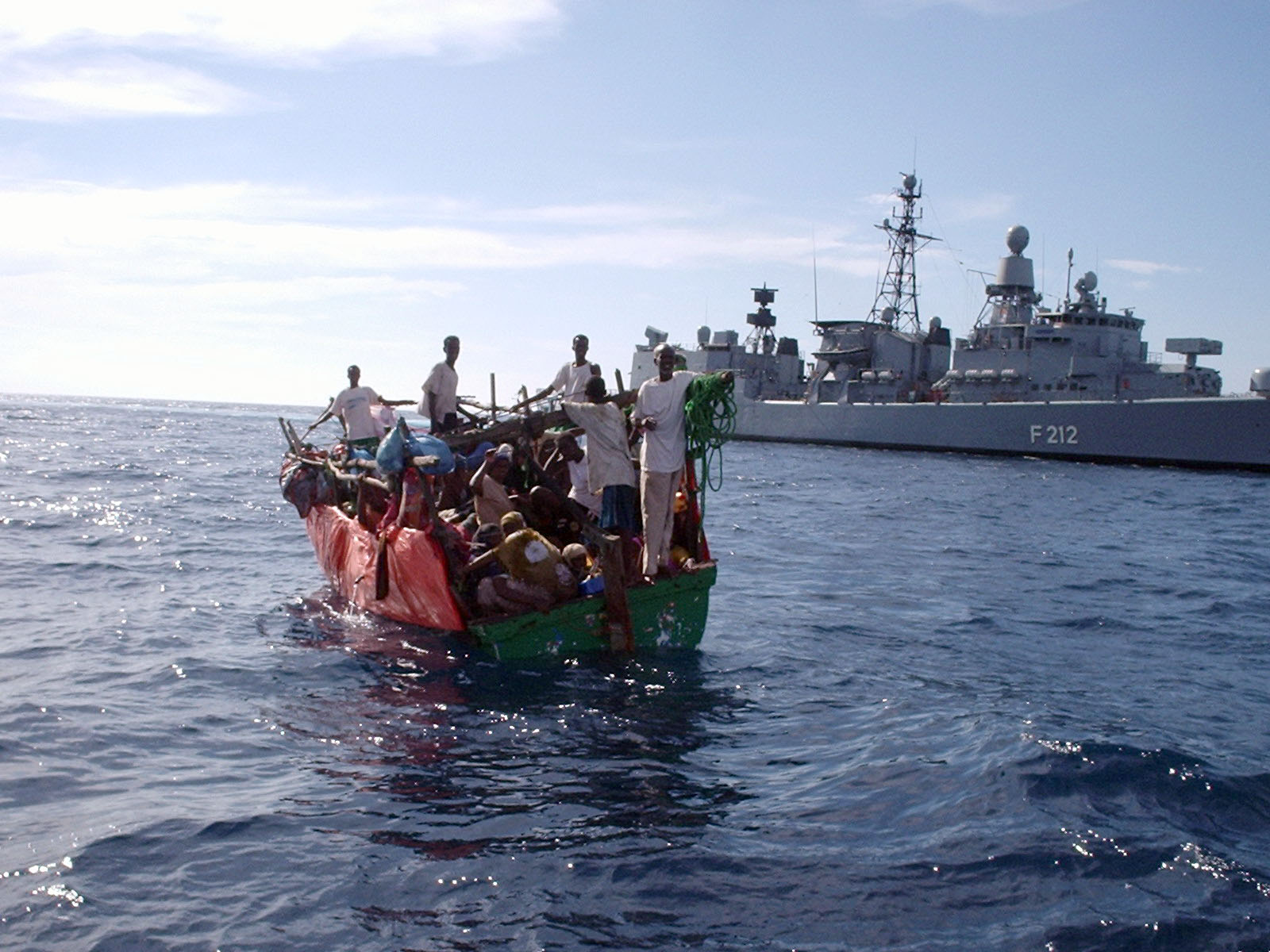
2005年4月、アフリカの角沖で難破船を救助する「カールスルーエ」。